# Oregón City
Oregón City es una ciudad ubicada en el condado de Clackamas, Oregón, Estados Unidos. Según el censo de 2020, tiene una población de 37 572 habitantes.
Es la sede del condado y fue la capital del Territorio de Oregón de 1848 a 1851.

## Geografía
La ciudad está ubicada en las coordenadas 45°20′29″N 122°35′32″O / 45.34139, -122.59222 (45.341314, -122.592327).

## Economía
Durante gran parte de su existencia, la economía de Oregón City ha estado dominada por la industria forestal, hasta que comenzó el declive de la industria maderera del noroeste del Pacífico en la década de 1980. En su apogeo, varios molinos operaron en la ciudad y las comunidades circundantes. La última fábrica de papel en las inmediaciones cerró en 2017. Con el crecimiento de la región metropolitana de Portland, Oregón City se ha convertido en gran parte en un suburbio de Portland.
El turismo es un sector en crecimiento, con énfasis en la historia de la ciudad y la importante renovación del área de Willamette Falls en un espacio de acceso público y uso mixto a través del Willamette Falls Legacy Project.

## Demografía

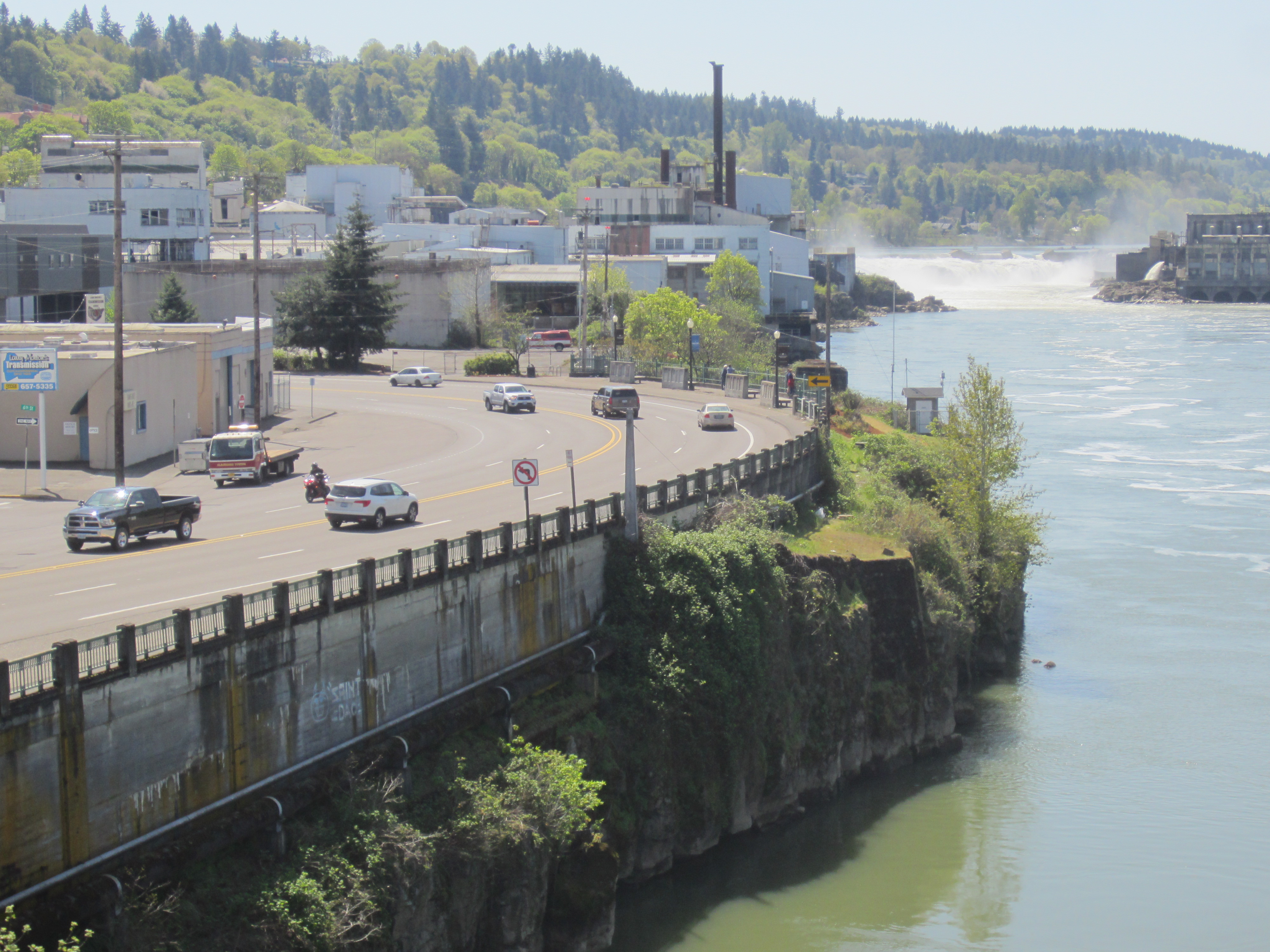
Oregon City Promenade

Según la Oficina del Censo, en 2000 los ingresos medios por hogar en la localidad eran de $45 531 y los ingresos medios por familia eran de $51 597. Los hombres tenían unos ingresos medios de $38 699 frente a los $29 547 para las mujeres. Los ingresos medios per cápita eran de $19 870. Alrededor del 8,9% de la población estaba por debajo del umbral de pobreza.
De acuerdo con la estimación 2015-2019 de la Oficina del Censo, los ingresos medios por hogar en la localidad son de $76 140 y los ingresos medios por familia son de $87 560. Los ingresos per cápita en los últimos doce meses, medidos en dólares de 2019, son de $33 593. Alrededor del 7,6% de la población está por debajo del umbral de pobreza.
Según el censo de 2020, el 84.40% de los habitantes son blancos, el 1.00% son afroamericanos, el 2.19% son asiáticos, el 0,84% son amerindios, el 0.27% son isleños del Pacífico, el 3.58% son de otras razas y el 9.73% son de una mezcla de razas. Del total de la población, el 9.17% son hispanos o latinos de cualquier raza.